# Sicilský klan
Sicilský klan (originální francouzský název Le Clan des Siciliens) je francouzsko-italský kriminální snímek režiséra Henriho Verneuila z roku 1969 s Jeanem Gabinem, Alainem Delonem a Linem Venturou v hlavních rolích. Vznikl dle stejnojmenné knižní předlohy od Augusta Le Bretona.

## Děj filmu
Mnohonásobnému recidivistovi Rogeru Sartetovi se stala osudnou poslední loupež v klenotnictví, nedlouho po níž byl odhalen a po přestřelce dopaden. Po ukončení předběžného vyšetřování je převážen do jiné věznice; během transportu mu k útěku dopomůže Sicilský klan, v čele s hlavou rodiny Vittoriem Manalesem. Následně obě strany spojují síly, aby uskutečnily grandiózní loupež šperků (jejich hodnota činí ne méně než padesát miliónů dolarů) z římské Galerie Borghese.

## Obsazení
| Jean Gabin        | Vittorio Manalese |
| Alain Delon       | Roger Sartet      |
| Lino Ventura      | komisař Le Goff   |
| Irina Demick      | Jeanne Manalesová |
| Amedeo Nazzari    | Tony Nicosia      |
| Yves Lefebvre     | Aldo Manalese     |
| Marc Porel        | Sergio Manalese   |
| Danielle Volle    | Monique Sartetová |
| Philippe Baronnet | Luigi             |
| César Chauveau    | Roberto           |
| Karen Blanguernon | Thérèsa           |
| Elisa Cegani      | Maria Manalesová  |
| Sydney Chaplin    | Jack              |
| Gérard Buhr       | inspektor         |
| Raoul Delfosse    | Léoni             |